# Georg Grygo
Georg Grygo (* 4. Februar 1902 in Hamburg; † 28. Mai 1969 in Bremerhaven) war ein deutscher Bildhauer.

## Biografie
Grygo war der Sohn eines Gewerkschaftssekretärs. Die Familie zog bald nach Danzig, wo Grygo von 1908 bis 1913 die Schule besuchte. Sein Vater organisierte die westpreußischen Bäcker. Nach Hamburg zurückgekehrt und nach Abschluss der Schule durchlief er bei Blohm + Voss eine Berufsausbildung im Schiffbau. Von 1920 bis 1925 fuhr er zur See. Anschließend besuchte er Malerei- und Grafikkurse der Volkshochschule Hamburg, unter anderem bei Willi Lange. Von 1931 bis 1935 bezog er ein Stipendium, das ihm ein Studium an der Hamburger Landeskunstschule ermöglichte. Zu seinen Lehrern gehörten Arthur Illies und Johann Michael Bossard. Als freier Künstler stellte er mehrfach in der Hamburger Kunsthalle aus. Zur Wehrmacht wurde er nicht eingezogen, weil er an Magengeschwüren litt.
Ab 1941 betrieb er ein eigenes Atelier. Im selben Jahr lernte er seine spätere Frau Esther Hübner kennen. Als die Alliierten Hamburg zu bombardieren begannen, verließ er 1943 mit seiner Frau die Stadt – mit dem Segelboot auf der Elbe. Über den Elbe-Weser-Schifffahrtsweg an den Bederkesaer See gelangt, blieben sie in Padingbüttel. Grygo verdingte sich bei den Bauern als Feldarbeiter und schuf nebenbei Skulpturen. Mit anderen, aus Hamburg mitgebrachten Stücken stellte er sie im Kunstgewerbehaus Göbel in Cuxhaven aus. Er beteiligte sich an Ausstellungen regionaler Künstler in Bremerhaven, nämlich im Fischereimuseum (1947) und in der Kunsthalle (Weihnachten 1949). Das Stadtbauamt Bremerhaven stellte ihn 1948 als Modelleur an und überließ ihm ein Zimmer. Nach Padingbüttel fuhr er nur am Wochenende. Ab 1950 hatte er Atelier und Wohnung in der alten Feuerwache am Leher Markt. 1967 zog er mit seiner Frau in die Hafenstraße 233. Er starb mit 67 Jahren an einem Schlaganfall. Die Asche wurde der See übergeben.

## Werk

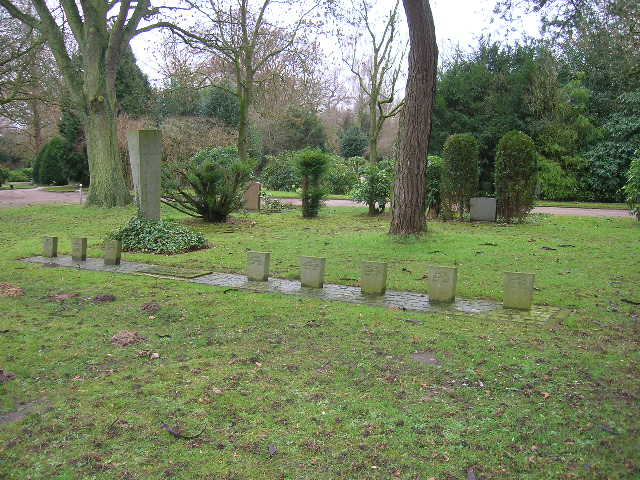
Gedenkstätte für Bremerhavens NS-Opfer

Am Beginn von Grygos Schaffen stehen Landschaftsaquarelle, die vor allem auf Segeltouren entstanden. Bald schuf er Gedenksteine, Kruzifixe, Skulpturen, Büsten, Porträtköpfe und Reliefs aus Kunststein, Marmor und Holz. Er widmete sich auch der Töpferei und der Lackkunst (Tier- und Schiffsmotive). Als in den 1950er Jahren Kunst am Bau vorgeschrieben wurde, erhielt Grygo viele Aufträge, so in Bremerhaven, Cuxhaven, Nordenham, Eckwarderhörne und Itzehoe.
In Bremerhaven hinterließ er ein Kruzifix in der Kreuzkirche (Bremerhaven), zwei Reliefs am Sozialgebäude der Fischereihafen-Betriebsgesellschaft und der Seefahrtschule Bremerhaven. Im Auftrag des Hansestadt Bremischen Amts schnitzte er für den Treppenaufgang zum Café im alten Columbusbahnhof das Relief „Columbus entdeckt Amerika“. Für das HBA selbst schnitzte er eine Seejungfrau und einen Seemann auf einer Taurolle, der über einem Buch grübelt. Die Fassade der neuen Seefahrtschule Bremerhaven schmückte er mit der Halbplastik einer Möwe, die sich auf einen Fisch stürzt. Der Eingang der evangelisch-methodistischen Kirche an der Grazer Straße in Mitte und die Markuskirche in Leherheide sind mit einem Sgraffito von Grygo geschmückt. Von ihm ist auch die Gedenkstätte für die Opfer der nationalsozialistischen Gewaltherrschaft auf dem Bremerhavener Friedhof in Wulsdorf (1958). Zu seinen Motiven gehören Kuttel Daddeldu, Mephisto, Bacchus und der Klabautermann.

## Bild
Fotografien von Grygo befinden sich im Archiv der Nordsee-Zeitung.